# Eishockey-Regionalliga 1972/73
Die Regionalliga 1972/73 war die achte und letzte Saison der dritthöchsten deutschen Eishockeyliga unter diesem Namen. Nach dieser Spielzeit wurde die 2. Bundesliga als zweite Spielklasse eingeführt und die interessierten Mannschaften der Regionalliga wurden in die nun drittklassige Oberliga aufgenommen. Regionalligameister wurde der VER Selb.
Die Liga wurde in zwei regionalen Gruppen Nord und Süd ausgetragen. Die Gruppe Süd-West der beiden vorherigen Spielzeiten war hingegen aufgelöst worden, nachdem zwei der fünf Mannschaften in die Oberliga aufgestiegen waren und zwei Mannschaften zurückgezogen hatten. 

## Modus
Die Gruppe Süd spielte eine Einfachrunde gefolgt von einer Zwischenrunde der ersten vier bzw. restlichen drei Mannschaften. Die Punkte der Vorrunde wurden in die Zwischenrunde übernommen. Die beiden besten Mannschaften der oberen Zwischenrunde qualifizierten sich für die Endrunde. 
Die Gruppe Nord spielte eine Einfachrunde, die beiden besten Mannschaften qualifizierten sich für die Endrunde.
Da zur Saison 1973/74 die 2. Eishockey-Bundesliga als zweithöchste Spielklasse eingeführt wurde, wurden alle Regionalliga-Mannschaften in die jetzt drittklassige Eishockey-Oberliga 1973/74 aufgenommen. Die Regionalliga Süd entfiel für die Saison 1973/74, die Gruppe Nord wurde neu gebildet.

## Teilnehmer
Alle 1b-Vertretungen nahmen nicht mehr teil (Krefelder EV, Berliner Schlittschuhclub (beide Gruppe Nord), VfL Bad Nauheim (Süd-West), EV Landshut und Augsburger EV (beide Süd)). Außerdem hatten sich der Altonaer SV (Nord) und der Zweibrücker EG (Süd-West) aus der Liga zurückgezogen. Die Gruppe Süd-West wurde aufgelöst. Die letzte verbliebene Mannschaft der Gruppe Süd-West VERC Lauterbach wurde in die Gruppe Nord eingeteilt. Dagegen zog der für die Gruppe Süd-West neu gemeldete ERC Ludwigshafen nach der Einteilung in die Gruppe Süd zurück. Neu in der Gruppe Süd waren der Bayernligameister Münchener EV und der TSV Peiting als Nachrücker. Für die Gruppe Nord meldeten drei Mannschaften aus Städten in Nordrhein-Westfalen, deren Kunsteisstadien in den letzten beiden Jahren eröffnet worden waren.
| Gruppe Nord - EHC Nord Berlin - HTSV Bremen - ERV Essen (Neuling) - Grefrather EC (Neuling) - Hamburger SV - EC Hannover - Herner EV (Neuling) - VERC Lauterbach - EC Soest | Gruppe Süd - DEC Frillensee Inzell - EV Fürstenfeldbruck - EC Holzkirchen - EHC Klostersee - Münchener EV von 1883 (Neuling) - TSV Peiting (Neuling) - VER Selb |

## Regionalliga Nord
|    |                 | Sp | S  | U | N  | Tore    | Punkte |
| -- | --------------- | -- | -- | - | -- | ------- | ------ |
| 1. | Grefrather EC   | 16 | 15 | 0 | 01 | 146:044 | 30:02  |
| 2. | ERV Essen       | 16 | 14 | 0 | 02 | 115:051 | 26:06  |
| 3. | EC Hannover     | 16 | 11 | 2 | 03 | 091:065 | 24:06  |
| 4. | VERC Lauterbach | 16 | 08 | 2 | 06 | 068:063 | 18:14  |
| 5. | EC Soest        | 16 | 08 | 0 | 08 | 090:079 | 16:16  |
| 6. | Hamburger SV    | 16 | 07 | 1 | 08 | 080:074 | 15:17  |
| 7. | Herner EV       | 16 | 05 | 1 | 10 | 075:087 | 11:21  |
| 8. | EHC Nord Berlin | 16 | 02 | 0 | 14 | 038:122 | 04:28  |
| 9. | HTSV Bremen     | 16 | 0  | 0 | 16 | 039:157 | 00:32  |

Abkürzungen: Sp = Spiele, S = Siege, U = Unentschieden, N = Niederlagen.

Erläuterungen: Qualifiziert für Endrunde.

## Regionalliga Süd

### Vorrunde
|    |                       | Sp | S  | U | N  | Tore  | Punkte |
| -- | --------------------- | -- | -- | - | -- | ----- | ------ |
| 1. | TSV Peiting           | 12 | 09 | 1 | 02 | 72:37 | 19:05  |
| 2. | VER Selb              | 12 | 08 | 2 | 02 | 59:39 | 18:06  |
| 3. | Münchener EV          | 12 | 07 | 0 | 05 | 60:51 | 14:10  |
| 4. | DEC Frillensee Inzell | 12 | 06 | 2 | 04 | 52:45 | 14:10  |
| 5. | EV Fürstenfeldbruck   | 12 | 03 | 3 | 06 | 40:57 | 09:15  |
| 6. | EHC Klostersee        | 12 | 02 | 4 | 06 | 41:48 | 08:16  |
| 7. | EC Holzkirchen        | 12 | 01 | 0 | 11 | 38:94 | 02:22  |

Abkürzungen: Sp = Spiele, S = Siege, U = Unentschieden, N = Niederlagen.

Erläuterungen: Qualifiziert für obere Zwischenrunde, Teilnahme an unterer Zwischenrunde.

### Zwischenrunde
Obere Zwischenrunde
|    |                       | Sp | S  | U | N  | Tore    | Punkte |
| -- | --------------------- | -- | -- | - | -- | ------- | ------ |
| 1. | TSV Peiting           | 18 | 14 | 1 | 03 | 103:060 | 29:07  |
| 2. | VER Selb              | 18 | 12 | 2 | 04 | 090:064 | 26:10  |
| 3. | Münchner EV           | 18 | 9  | 0 | 09 | 088:085 | 18:18  |
| 4. | DEC Frillensee Inzell | 18 | 7  | 2 | 09 | 072:071 | 16:20  |

Abkürzungen: Sp = Spiele, S = Siege, U = Unentschieden, N = Niederlagen.

Erläuterungen: Qualifiziert für Endrunde.
Untere Zwischenrunde
|    |                     | Sp | S  | U | N  | Tore    | Punkte |
| -- | ------------------- | -- | -- | - | -- | ------- | ------ |
| 5. | EHC Klostersee      | 16 | 04 | 5 | 07 | 065:058 | 13:19  |
| 6. | EV Fürstenfeldbruck | 16 | 03 | 6 | 07 | 063:080 | 12:20  |
| 7. | EC Holzkirchen      | 16 | 03 | 0 | 13 | 058:123 | 06:26  |

Abkürzungen: Sp = Spiele, S = Siege, U = Unentschieden, N = Niederlagen.

## Regionalligameisterschaft
|    |               | Sp | S | U | N | Tore  | Punkte |
| -- | ------------- | -- | - | - | - | ----- | ------ |
| 1. | VER Selb      | 6  | 4 | 1 | 1 | 33:18 | 09:03  |
| 2. | Grefrather EC | 6  | 4 | 1 | 1 | 36:29 | 09:03  |
| 3. | ERV Essen     | 6  | 2 | 0 | 4 | 18:25 | 04:08  |
| 4. | TSV Peiting   | 6  | 1 | 0 | 5 | 22:38 | 02:10  |

Abkürzungen: Sp = Spiele, S = Siege, U = Unentschieden, N = Niederlagen.

Erläuterungen: Deutscher Regionalligameister.